# Sotsugyō ~Top of the World~
Pour les articles homonymes, voir Sotsugyō.
Singles de Michiyo Heike
Get
(1997) Daikirai
(1998)
 Sotsugyō ~Top of the World~  (卒業 ~TOP OF THE WORLD~, ou Sotsugyo, Sotsugyou) est le deuxième single de la chanteuse de J-pop Michiyo Heike.

## Présentation
Le single sort le 15 février 1998 au Japon sur le label Warner Music Japan, trois mois après le premier single de la chanteuse, Get. Il est produit par Hatake, guitariste du groupe Sharam Q. Il atteint la 35e place du classement de l'Oricon, et reste classé pendant cinq semaines, se vendant à 34 810 exemplaires durant cette période.
La chanson-titre Sotsugyō (...) est une reprise adaptée en japonais de la chanson Top of the World de The Carpenters, sortie en single en 1973. Les paroles japonaises ont été écrites par Makoto, le batteur de Sharam Q. Elle figurera sur le premier album de la chanteuse, Teenage Dream qui sort cinq mois plus tard, puis sur sa compilation de singles For Ourself ~Single History~ de 2000.

## Liste des titres
1. Sotsugyō ~Top of the World~  (卒業 ~TOP OF THE WORLD~?)
2. Sasaeta Kurenakucha  (支えてくれなくちゃ?)
3. Sotsugyō ~Top of the World~ (Original Karaoke)  (...オリジナル・カラオケ?)